# Наградите Оскар от А до Я
Това е списък на най-важните, интересни и значими моменти и факти в историята на Наградите на филмовата академия на САЩ. Списъкът е обновен след 80-те поредни Оскари, състояли се през 2008 година.
Връчването им е едно от най-важните събития в света на киното. От 1969 насам церемонията се излъчва наживо в над 100 страни по света и се радва на огромен интерес. Преди отварянето на пликовете в деня на церемонията само двама души знаят резултата от гласуването на членовете на Академията. Имената на спечелилите са една от най-добре пазените тайни във филмовата индустрия.

## Най-много награди

### Спечелени от филм
Максималният брой награди, спечелени от един филм е 11. Това са три филма:
- Бен-Хур (1959) (11/12)
- Титаник (1997) (11/14)
- Властелинът на пръстените: Завръщането на краля (2003) (11/11)

### Спечелени от режисьор
- Джон Форд – 4

### Спечелени от актьор
- Катрин Хепбърн – 4 (всички в главни роли – за 1933, 1967, 1968 и 1981 г.)

По 3 имат:
- Даниъл Дей-Люис – всички в главни роли (за 1982 и 2011 г.)
- Мерил Стрийп – 2 в главни роли (за 1982 и 2011 г.), 1 в поддържаща роля (1979)
- Джак Никълсън – 2 в главни роли (за 1975 и 1997 г.), 1 в поддържаща роля (1983)
- Ингрид Бергман – 2 в главни роли (за 1944 и 1956 г.), 1 в поддържаща роля (1974)
- Уолтър Бренан – всички в поддържащи роли – за 1935, 1977 и 1939 г.)

### Спечелени от кинематографист
- Артър Милър – 3
- Виторио Стораро – 3
- Конрад Хол – 3

### Общо
- Уолт Дисни – 26, от които 4 почетни
- Питър О'Тул – номиниран e 8 пъти без да спечели нито веднъж за конкретна роля. Има Оскар за цялостен принос.
- Мерил Стрийп – държи рекорда за актьор (без значение мъж или жена) с най-много номинации – 17 на брой (до 2011), като е спечелила 3 от тях, последния за ролята ѝ във филма „Желязната лейди“ (2011 г.)

## Носители на големите пет
Големите пет се наричат наградите в 5-те най-важни категории – за филм, режисура, сценарий, актьор и актриса в главна роля. Трите филма, които са печелили всичките 5 са:
- Това се случи една нощ (1934)
- Полет над кукувиче гнездо (1975)
- Мълчанието на агнетата (1991)

## Най-младият и най-старият носител на Оскар
- Татум О'Нийл на 10 години („Хартиена луна“, 1973)
- Кристофър Плъмър на 82 години („Новаци“, 2011)

## Интересни рекорди
Филмът Кабаре през 1973 печели най-много Оскари - 8, без да спечели за най-добър филм. Оскарът за най-добър филм тази година отива при Кръстникът.
Дон Вито Корлеоне – това е единственият филмов герой, донесъл Оскар на двама актьори, превъплътили се в него. Това са Марлон Брандо през 1973 за Кръстникът и Робърт де Ниро през 1975 за Кръстникът 2.
Франсис Форд Копола печели Оскар за режисурата на „Кръстникът 2“ през 1975, а баща му Кармин грабва статуетката за оригинална музика на същия филм. През 2004 дъщерята на Франсис – София Копола е удостоена с Оскар за най-добър сценарий за Изгубени в превода.
Гриър Гарсън, която печели статуетка през 1943 за филма Госпожа Минивър, произнася най-дългата в историята на Оскарите реч – цели 7 минути!
Хали Бери е първата тъмнокожа актриса, която печели Оскар за главна женска роля. Годината е 2002, а филмът – Балът на чудовищата. При мъжете това прави Сидни Поатие през 1964 за Поляната с лилиите. В категориите за второстепенна мъжка и женска роля първите тъмнокожи актьори, спечелили Оскар, са Хети Макданиел през 1940 за Отнесени от вихъра и Луис Госет през 1983 за Офицер и джентълмен.
Джон Сингълтън е най-младият режисьор в историята, номиниран за Оскар. Случва се през 1991 за филма Момчета в гората. Тогава е само на 24 години.
Джъстин Хенри през 1979: 8-годишният актьор става най-младият актьор, номиниран за Оскар за филма Крамър срещу Крамър
Властелинът на пръстените: Завръщането на краля постига 100% успех, в смисъл печели всичките 11 награди в категориите, в които е номиниран.
Мерил Стрийп държи рекорда за най-много номинации в историята на Оскарите. Номинациите са 17, а спечелените статуетки – 3. Пол Нюман има 10 номинации и една спечелена статуетка – за най-добър актьор през 1987 за ролята си в Цветът на парите. Година по-рано Академията му връчва почетната статуетка за цялостен принос.
Най-номинираните филми са Всичко за Ева, Титаник и Ла Ла Ленд. И трите се състезават в 14 категории, но първият през 1951, вторият – през 1998, а третият - през 2017.
Двама са актьорите, отказали да приемат спечелените статуетки. Първият е Джордж Скот през 1971, а вторият – Марлон Брандо през 1973.
Стивън Спилбърг има два Оскара за режисура – за Списъкът на Шиндлер през 1994 и за Спасяването на редник Райън през 1999. Но преди това той дълго време е пренебрегван от членовете на Академията въпреки огромния успех на филмите си Челюсти (1975), Близки срещи от третия вид (1977) и Извънземното (1982).
Том Ханкс има две статуетки за най-добър актьор в две последователни години. Първата печели през 1994 за Филаделфия, а втората – през 1995 за Форест Гъмп.
Среднощен каубой (1969) с участието на Джон Войт и Дъстин Хофман е единственият филм, разрешен за гледане само на лица над 18 години, печелила Оскар за най-добър филм.
Нула: Най-големият губещ филм в историята на Оскарите е филмът Пурпурен цвят на Стивън Спилбърг. През 1986 той е номиниран в 11 категории, но не печели нито една статуетка.
Отнесени от вихъра (1939) е филмът с най-голяма продължителност, който печели Оскар. Той също така е първият цветен филм, който печели наградата.

## Прочути актьори без Оскар
Сред най-известните актьори, които никога не са печелили Оскар за главна или поддържаща роля, са: Харисън Форд, Джон Малкович, Киану Рийвс, Мел Гибсън, Уди Харелсън, Уилям Дефо, Кевин Костнър, Виго Мортенсен, Самюел Джаксън, Алън Рикман, Доналд Съдърланд, Хю Джакман, Джони Деп, Бенедикт Къмбърбач, Дани де Вито, Кърт Ръсел, Лиъм Нийсън, Брадли Купър, Юън Макгрегър, Том Харди, Бил Мъри, Ралф Файнс, Майкъл Кийтън, Марк Ръфало, Едуард Нортън, Райън Гослинг, Джим Кери и Джуд Лоу.